# 16246 Cantor
16246 Cantor è un asteroide della fascia principale. Scoperto nel 2000, presenta un'orbita caratterizzata da un semiasse maggiore pari a 3,0966274 UA e da un'eccentricità di 0,1811736, inclinata di 0,41809° rispetto all'eclittica.